# Gare de Lutzelbourg
Ne doit pas être confondu avec Gare de Lutzelhouse.
La gare de Lutzelbourg est une gare ferroviaire française de la ligne Paris – Strasbourg, située sur le territoire de la commune de Lutzelbourg, dans le département de la Moselle, en région Grand Est.
Elle est mise en service en 1851, par la Compagnie du chemin de fer de Paris à Strasbourg.
C'est une gare de la Société nationale des chemins de fer français (SNCF), du réseau TER Grand Est, desservie par des trains express régionaux.

## Situation ferroviaire

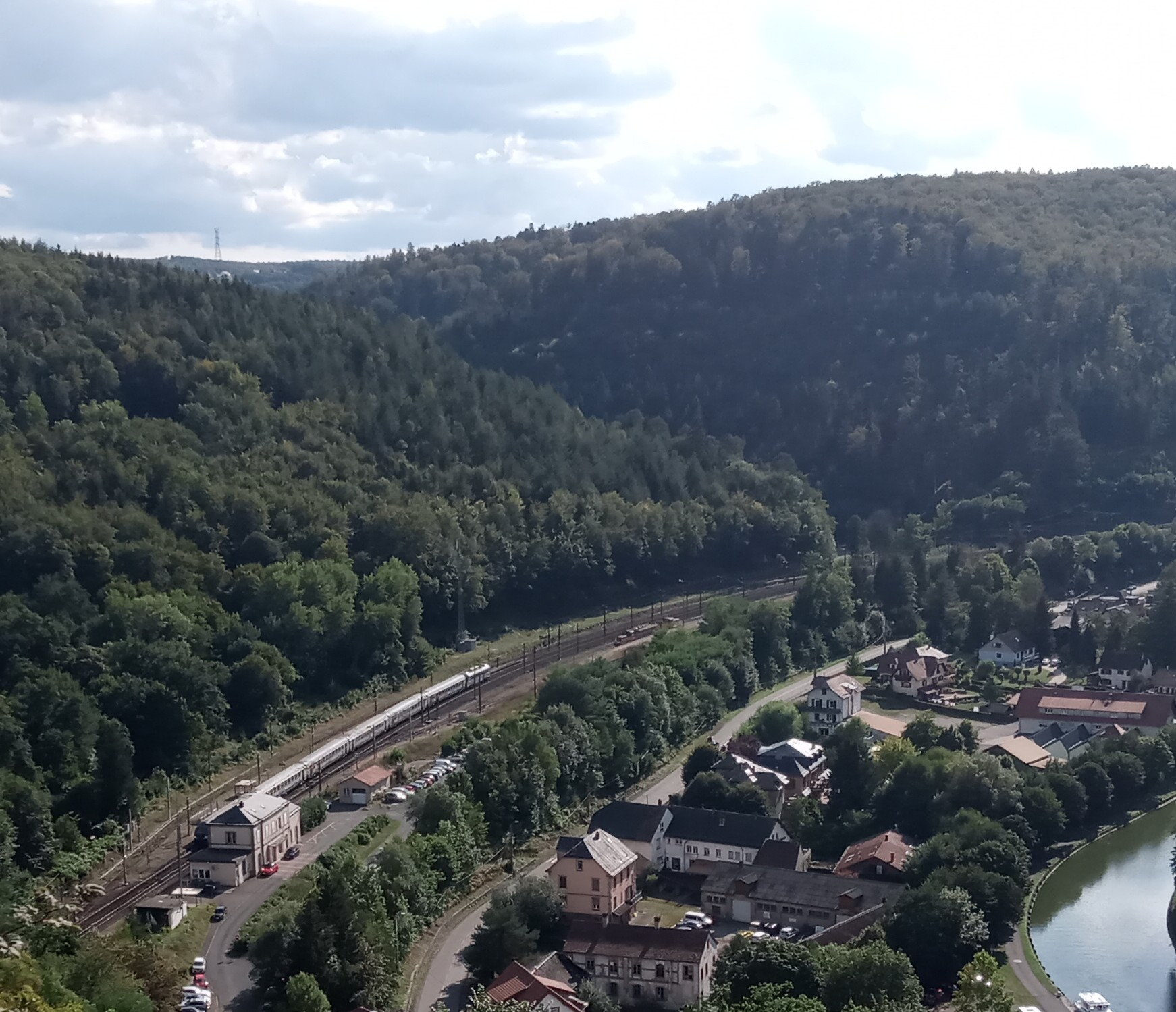
Vue de la gare, depuis le château. Un TER en direction de Strasbourg est à quai ; un train de travaux est également visible.

Établie à 227 mètres d'altitude, la gare de Lutzelbourg est située au point kilométrique (PK) 447,983 de la ligne de Noisy-le-Sec à Strasbourg-Ville — dite ligne de Paris-Est à Strasbourg-Ville —, entre les gares fermées d'Arzviller et de Stambach, le tout s'intercalant entre les gares ouvertes de Réding et de Saverne. Elle était aussi l'origine de la ligne à voie métrique de Lutzelbourg à Drulingen (via Phalsbourg), aujourd'hui déclassée et déposée.
Sa vitesse limite de traversée est de 120 km/h, dans les deux sens.
La gare est implantée juste avant le portail sud-ouest du tunnel de Lutzelbourg (dont la longueur est de 439 mètres), dans la trouée de Saverne (massif des Vosges).
La longueur totale du quai 1 (latéral, contigu au bâtiment voyageurs), desservant la voie 2, est de 173 mètres ; celle du quai 2 (central, disposant d'un abri), desservant la voie 1 et une troisième voie — non utilisée en service commercial —, est de 239 mètres. Ces deux quais ne sont pas aux normes d'accessibilité pour les personnes à mobilité réduite.

## Histoire

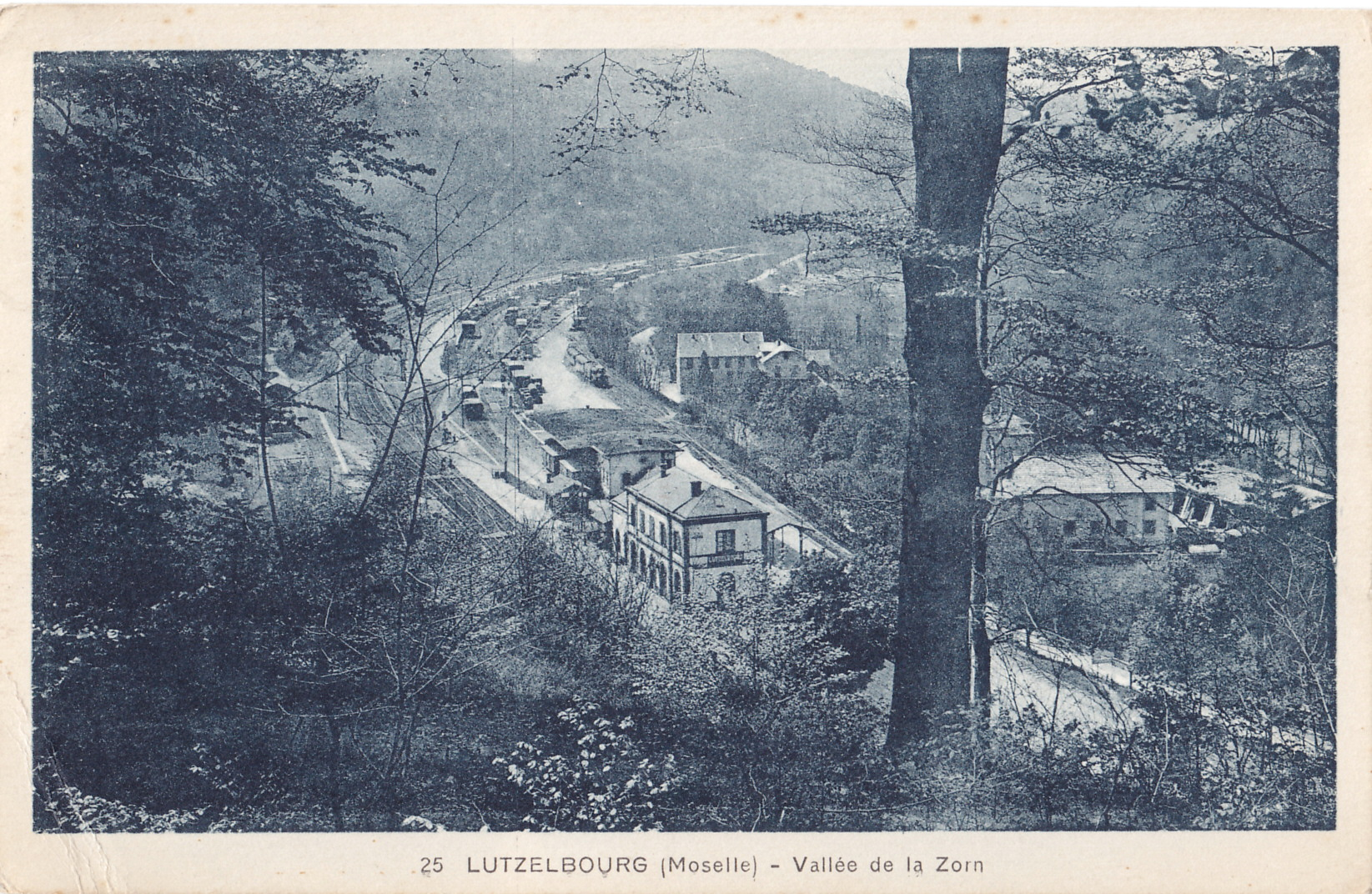
Vue de la gare, dans les années 1930.

La gare de Lutzelbourg est mise en service (avec un bâtiment voyageurs provisoire) par la Compagnie du chemin de fer de Paris à Strasbourg en mai 1851, lors de l'inauguration de la section de Strasbourg à Sarrebourg. L'ouverture de l'actuel bâtiment voyageurs est intervenue en 1852. Les travaux des infrastructures de la gare ont coûté un total de 86 235 francs. Elle catalyse dès lors une forte croissance économique ainsi que démographique dans la commune.
Le 21 janvier 1854, la Compagnie des chemins de fer de l'Est succède à la Compagnie du chemin de fer de Paris à Strasbourg. En 1858, les quais et les voies de garage sont agrandis pour pallier l'augmentation des trafics de voyageurs et de marchandises. Entre 1862 et 1863, la gare de Lutzelbourg accueille 11 238 voyageurs. Sur la même période, le trafic des marchandises représente 88 869 tonnes pour la grande vitesse et 21 417 780 tonnes pour la petite vitesse.
En 1871, la gare entre dans le réseau de la Direction générale impériale des chemins de fer d'Alsace-Lorraine (EL) à la suite de la défaite française lors de la guerre franco-allemande de 1870 (et le traité de Francfort qui s'ensuivit). Le 1er septembre 1883, le chemin de fer secondaire à voie métrique reliant Lutzelbourg à Phalsbourg est mis en service.
Le 19 juin 1919, la gare entre dans le réseau de l'Administration des chemins de fer d'Alsace et de Lorraine (AL), à la suite de la victoire française lors de la Première Guerre mondiale. Puis, le 1er janvier 1938, cette administration d'État forme avec les autres grandes compagnies la SNCF, qui devient concessionnaire des installations ferroviaires de Lutzelbourg. Cependant, après l'annexion allemande de l'Alsace-Lorraine, c'est la Deutsche Reichsbahn qui gère la gare pendant la Seconde Guerre mondiale, du 1er juillet 1940 jusqu'à la Libération (en 1944 – 1945).
Elle perd définitivement son statut de gare de transbordement — entre deux lignes d'écartements différents — le 1er septembre 1953, lors de la fermeture de la dernière section de Lutzelbourg à Phalsbourg de la ligne vers Drulingen. En 1962, la gare dispose de plusieurs voies de service et d'un quai militaire.
En 1966, un Trans-Europ-Express reliant Bâle à Bruxelles prend feu à 400 mètres de la gare de Lutzelbourg. Les voyageurs sont évacués et acheminés à Sarrebourg par autocars. L'incendie est finalement maîtrisé par les pompiers de Lutzelbourg et de la base aérienne de Phalsbourg-Bourscheid. Le 8 avril 1992, un train de marchandises déraille juste devant le tunnel de Lutzelbourg, en raison d'un problème d'essieux.
En juillet 2006, les murs extérieurs du bâtiment voyageurs sont ravalés. En outre, l'ancien quai militaire subsiste. En 2011, un agent circulation est présent en gare, et dispose d'un tableau de contrôle optique (permettant la surveillance et la gestion du trafic).
Les TER 200 (faisant alors partie du réseau TER Alsace), reliant Luxembourg (ancien EuroCity « Jean Monnet » ; uniquement le train no 299 pour la desserte de Lutzelbourg), Metz ou Nancy à Strasbourg sont supprimés au nouveau service horaire du 3 avril 2016.

### Le bâtiment voyageurs
Le bâtiment voyageurs, de style néo-classique, date de l'ouverture de la ligne. À l'origine, il comportait vraisemblablement un corps central de trois travées sous toiture à deux croupes, ainsi que deux ailes latérales d'une travée et d'un seul étage à toiture à deux pans ; cela correspond aux bâtiments de type 5 dans la nomenclature de la Compagnie des chemins de fer de l'Est.
Ses courtes ailes d'origine semblent avoir été, par la suite, surhaussées d'un étage afin de les intégrer au corps central, tandis que les deux ailes actuelles (une à toit plat d'une travée et une à toit sous bâtière de deux travées) ont été construites de part et d'autre.

## Fréquentation
De 2015 à 2024, selon les estimations de la SNCF, la fréquentation annuelle de la gare s'élève aux nombres indiqués dans le tableau ci-dessous.
| Année     | 2015   | 2016   | 2017   | 2018   | 2019   | 2020   | 2021   | 2022   | 2023   | 2024   |
| --------- | ------ | ------ | ------ | ------ | ------ | ------ | ------ | ------ | ------ | ------ |
| Voyageurs | 59 662 | 57 524 | 62 679 | 68 739 | 73 763 | 50 185 | 59 383 | 70 226 | 81 681 | 87 345 |

## Service des voyageurs

### Accueil
La gare dispose d'un bâtiment voyageurs, ouvert au public en tant que salle d'attente. Un passage souterrain permet la traversée des voies.

### Desserte

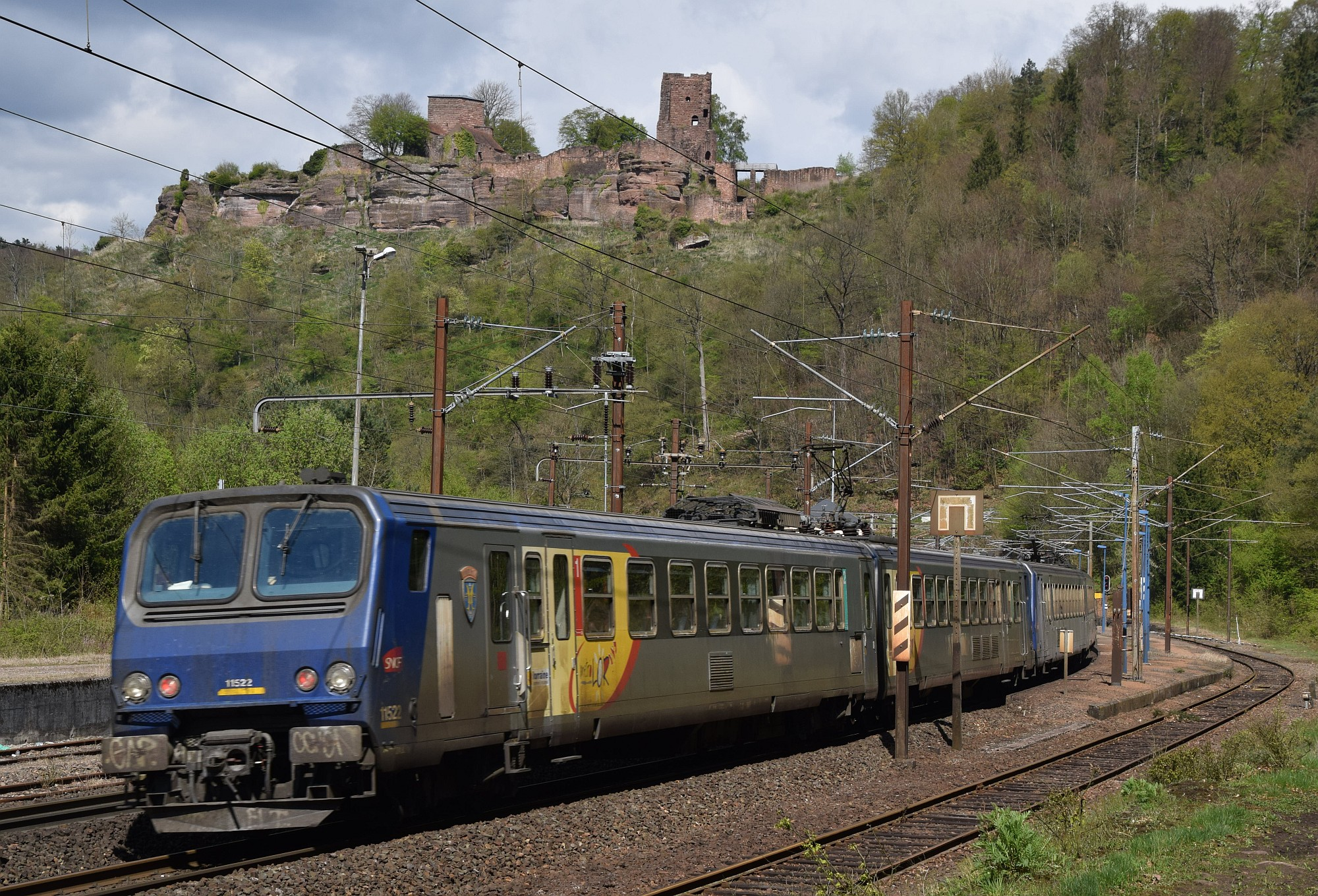
Un TER arrivant en gare.

Lutzelbourg est desservie par des trains régionaux du réseau TER Grand Est, sur les lignes commerciales suivantes :
- Strasbourg – Nancy ;
- Strasbourg – Metz ;
- Sélestat / Strasbourg – Saverne – Sarrebourg.

### Intermodalité
Un parking est aménagé à proximité du bâtiment voyageurs.
En complément, la gare est desservie par des autocars TER Grand Est, grâce à un arrêt situé en contrebas (dans la rue Koeberlé). À raison de deux aller-retour quotidiens hors week-ends et jours fériés, ils permettent d'accéder aux villages de Saint-Louis, Arzviller, Guntzviller et Hommarting, ainsi qu'à la gare de Sarrebourg. Ledit arrêt est également desservi par la ligne 143 du réseau « Fluo Grand Est 57 », qui relie Phalsbourg à Dabo.